# Diathrausta fulviceps
Diathrausta fulviceps là một loài bướm đêm trong họ Crambidae.